# Lewis Bayly (admirał)
Lewis Bayly KCB, KCMG, CVO (ur. 1857 w Londynie, zm. 1938) – brytyjski admirał z okresu I wojny światowej, dowódca mieszanych, brytyjsko-amerykańskich zespołów okrętów, zwalczających U-Booty na Oceanie Atlantyckim, tzw. Bayly's Navy.

## Życiorys
Urodził się w 1857 roku w londyńskim Woolwich. Do Royal Navy wstąpił w 1872 roku, stopniowo przechodząc kolejne szczeble kariery. W 1904 w stopniu komandora dowodził krążownikiem „Talbot”, który stacjonował w koreańskim porcie Czemulpo. Był świadkiem wysadzenia desantu japońskiego i bitwy pod Czemulpo 9 lutego 1904 roku, w wyniku której samozatopieniu uległy dwa rosyjskie okręty: krążownik pancernopokładowy „Wariag” oraz kanonierka „Koriejec”. Komandor Bayly, jako starszy wśród dowódców okrętów państw kolonialnych na redzie, złożył protest przeciw działaniom Japonii, jednakże nakłonił dowódcę rosyjskiego zespołu do wyjścia z portu; później sprzeciwił się wysadzeniu w powietrze krążownika „Wariag” z uwagi na bezpieczeństwo innych okrętów.
W 1907 roku został dowódcą  niszczycieli Home Fleet, w stopniu komodora (Commodore). Rok później awansował do stopnia kontradmirała (Rear Admiral). W 1914 roku, tuż przed wybuchem wojny, objął dowództwo 1. Eskadry Pancerników (1st Battle Squadron) tworzonej właśnie Grand Fleet, podnosząc swą flagę na nowoczesnym HMS „Marlborough”.
We wrześniu 1914 roku został dowódcą Channel Fleet, z promocją do stopnia wiceadmirała. Storpedowanie i zatopienie podczas ćwiczeń 1 stycznia 1915 roku jednego z podległych mu przeddrednotów, HMS „Formidable”, spowodowało jednak odwołanie go z tej funkcji. Stanął przed sądem wojennym, który oczyścił go z zarzutów. Po powrocie do marynarki został komendantem Royal Naval Colledge w Greenwich.
W lipcu 1915 roku powrócił do służby liniowej, zostając dowódcą Western Approaches, zespołu sił eskortowych, zwalczających niemieckie okręty podwodne na zachód od Wysp Brytyjskich, z bazą w Queenstown w Irlandii. W 1917 roku pod jego dowództwo trafiły również, oddelegowane do zadań eskortowych na wodach europejskich, niszczyciele amerykańskie. W tym samym roku Lewis Bayly awansował do stopnia pełnego admirała (Admiral). Jako dowódca sił brytyjsko-amerykańskich preferował wspólne działania marynarzy obydwu sprzymierzonych krajów, tworząc mieszane zespoły okrętów, a swoim szefem sztabu mianując oficera US Navy, komandora Joela R. P. Pringle’a. Był to pierwszy przypadek pełnienia takiej funkcji w Royal Navy przez zagranicznego oficera. Admirał Bayly był popularny wśród amerykańskich marynarzy, którzy nazywali go Uncle Lewis.
Lewis Bayly zakończył służbę w 1919 roku. Dwa lata później został członkiem honorowym i wiceprzewodniczącym Queenstown Association, stowarzyszenia byłych oficerów, stacjonujących w tej bazie. Zmarł w 1938 roku. Był autorem wspomnień, opublikowanych w 1939 roku pod tytułem Pull Together!.
Oprócz wysokich odznaczeń brytyjskich: Krzyża Komandorskiego Orderu Łaźni, Krzyża Komandorskiego Orderu św. Michała i św. Jerzego oraz Królewskiego Orderu Wiktoriańskiego, admirał Bayly był również odznaczony Krzyżem Wielkim duńskiego Dannebrogordenen (w 1912 roku) oraz amerykańskim Distinguished Service Cross.